# Peter Nicholas
Peter Nicholas (10 de novembre de 1959) és un exfutbolista gal·lès de la dècada de 1980 i entrenador.
Fou 73 cops internacional amb la selecció de Gal·les entre 1979 i 1992. Pel que fa a clubs, defensà els colors de Crystal Palace FC, Arsenal FC, Luton Town FC, Aberdeen FC, Chelsea FC i Watford FC.

## Palmarès
Entrenador
Llanelli
- Welsh Premier League:

2007-08
- Welsh League Cup:

2008